# Kirchenruine Flieth

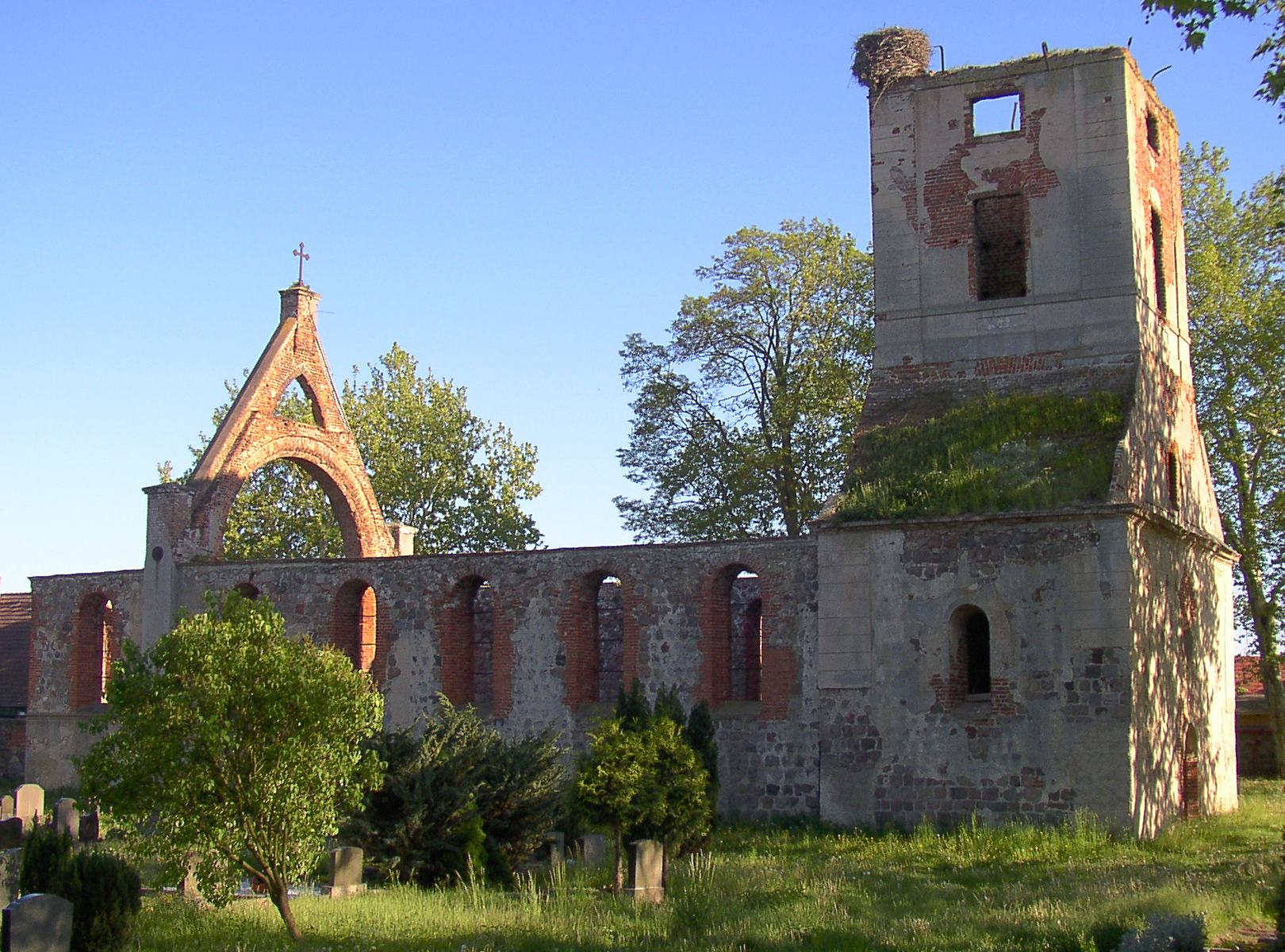
Kirchenruine Flieth

Die Kirchenruine sind die erhaltenen Reste der Dorfkirche von Flieth bei Gerswalde in der Uckermark.

## Benediktinerinnenkloster Marienpforte
Die Kirche gehörte wahrscheinlich zum Nonnenkloster Marienpforte  bei Marienvlete. Dieses wurde 1269 vom Ritter Heinrich von Stegelitz gegründet. Dessen genaue Lage ist unbekannt, die erwähnten Ortsnamen deuten aber auf Flieth als Standort. Die Kirche hat auch einen ähnlichen Grundriss wie die des kurz danach gegründeten Zisterzienserinnenklosters in Boitzenburg.
Vom Kloster Marienpforte sind keine weiteren Informationen erhalten, es wurde offenbar bald wieder aufgelöst. Dessen Besitz ging danach an die Familie von Stegelitz oder andere weltliche Besitzer, die Abgaben im Dorf Hessenhagen gehörten 1281 aber kurzzeitig dem Nonnenkloster in Boitzenburg. Wahrscheinlich war ein Teil des Konvents von Marienvlete dorthin umgezogen.

## Geschichte der Kirche
Die Kirche in Flieth wurde im späten 13. Jahrhundert als einschiffiger Saalbau aus regelmäßigen Feldsteinen erbaut. Sie war viele Jahre die Pfarrkirche des Dorfes und Mutterkirche von Stegelitz. Im Dreißigjährigen Krieg wurde sie beschädigt, wiederaufgebaut und 1714 im Barockstil mit einem neuen Turm wieder eingeweiht. Im 19. Jahrhundert fanden weitere Umbauten statt.
Im Jahr 1945 wurde die Kirche von einer Bombe der Alliierten zerstört, nachdem deutsche Soldaten auf dem 36 Meter hohen Kirchturm eine Flakstellung errichtet hatten. Das Bauwerk brannte vollständig aus, nur die Grundmauern und ein Teil des Turms blieben erhalten.
Nach 2000 gab es mehrmals Sicherungsarbeiten. Dabei wurde auch der marode gewordene Glockenstuhl saniert, dessen Aufhängung nicht richtig konstruiert war. Im Mai 2021 wurde die gotische Bronzeglocke aufgehängt und mit einer elektrischen Läuteanlage versehen. Die Glocke wurde mit Blick auf die Ereignisse als Friedensglocke geweiht.